# Fermatov izrek o pravokotnem trikotniku
Fermatov izrèk o pravokótnem trikótniku [fermájev ~] je v teoriji števil in ravninski geometriji neeksistenčni izrek, edini poln dokaz, ki ga je zapustil Pierre de Fermat. Obstaja tudi sočasni dokaz francoskega matematika Frénicleja. Izrek ima več enakovrednih formulacij:
- če tri kvadratna števila tvorijo aritmetično zaporedje, potem vrzel med dvema zaporednima številoma v zaporedju, (imenovana kongruum), sama ne more biti kvadratno število.
- ne obstajata dve pitagorejski trojici v kateri sta dve kateti enega trikotnika kateta in hipotenuza drugega trikotnika. Če imajo na primer katete prvega pravokotnega trikotnika dolžine iz pitagorejske trojice, je dolžina druge katete v drugem pravokotnem trikotniku vedno kvadratni koren. (glej razpredelnico za 16 primitivnih pitagorejskih trojic d ≤ 100).
- pravokotni trikotnik, za katerega so vse dolžine stranic racionalna števila, ne more imeti ploščino, ki je kvadrat racionalnega števila. Ploščina definirana na ta način se imenuje skladno število in tako nobeno skladno število ne more biti kvadratno število.
- pravokotni trikotnik in kvadrat z enakima ploščinama ne moreta imeti vseh stranic sorazmernih med seboj.
- edine racionalne točke na eliptični krivulji {\displaystyle y^{2}=x(x-1)(x+1)\!\,} so tri trivialne točke (0, 0), (1, 0) in (−1, 0).
- diofantska enačba {\displaystyle x^{4}-y^{4}=z^{2}\!\,} nima celoštevilske rešitve.

Neposredna posledica zadnje od teh formulacij je, da Fermatov veliki izrek velja za eksponent {\displaystyle n=4\!\,} in zaradi tega za poljubni mnogokratnik števila 4.
| {\displaystyle a\!\,} | {\displaystyle c\!\,} | {\displaystyle d\!\,} | {\displaystyle b\!\,}              |
| --------------------- | --------------------- | --------------------- | ---------------------------------- |
| 3                     | 4                     | 5                     | {\displaystyle {\sqrt {7}}\!\,}    |
| 5                     | 12                    | 13                    | {\displaystyle {\sqrt {119}}\!\,}  |
| 8                     | 15                    | 17                    | {\displaystyle {\sqrt {161}}\!\,}  |
| 7                     | 24                    | 25                    | {\displaystyle {\sqrt {527}}\!\,}  |
| 20                    | 21                    | 29                    | {\displaystyle {\sqrt {41}}\!\,}   |
| 12                    | 35                    | 37                    | {\displaystyle {\sqrt {1081}}\!\,} |
| 9                     | 40                    | 41                    | {\displaystyle {\sqrt {1519}}\!\,} |
| 28                    | 45                    | 53                    | {\displaystyle {\sqrt {1241}}\!\,} |
| 11                    | 60                    | 61                    | {\displaystyle {\sqrt {3479}}\!\,} |
| 16                    | 63                    | 65                    | {\displaystyle {\sqrt {3713}}\!\,} |
| 33                    | 56                    | 65                    | {\displaystyle {\sqrt {2047}}\!\,} |
| 48                    | 55                    | 73                    | {\displaystyle {\sqrt {721}}\!\,}  |
| 13                    | 84                    | 85                    | {\displaystyle {\sqrt {6887}}\!\,} |
| 36                    | 77                    | 85                    | {\displaystyle {\sqrt {4633}}\!\,} |
| 39                    | 80                    | 89                    | {\displaystyle {\sqrt {4879}}\!\,} |
| 65                    | 72                    | 97                    | {\displaystyle {\sqrt {959}}\!\,}  |

## Formulacija

### Kvadrati v aritmetičnem zaporedju
Leonardo Fibonacci je bil leta 1225 izzvan, da najde konstrukcijo trojic kvadratnih števil, ki so med seboj enako oddaljena in tvorijo aritmetično zaporedje, ter za vrzel med njimi, ki jo je imenoval kongruum. En način opisa Fibonaccijeve rešitve je, da so števila, ki jih je treba kvadrirati, kateti, hipotenuza in vsota katet pitagorejskega trikotnika, in, da je kongruum enak štirikratniku ploščine istega trikotnika. V svojem poznejšem delu o problemu kongrua, objavljenem v delu Knjiga kvadratov (Liber quadratorum), je Fibonacci opazil, da kongruum sam ne more biti kvadratno število, vendar za to dejstvo ni podal zadovoljivega dokaza.
Če trije kvadrati {\displaystyle a^{2}\!\,}, {\displaystyle b^{2}\!\,} in {\displaystyle c^{2}\!\,} lahko tvorijo aritmetično zaporedje, katerega kongruum je tudi kvadrat {\displaystyle d^{2}\!\,}, potem bi za njih veljali diofantski enačbi:
{\displaystyle a^{2}+d^{2}=b^{2}\!\,} in {\displaystyle b^{2}+d^{2}=c^{2}\!\,.}
To po Pitagorovem izreku pomeni, da bi ti kvadrati tvorili celoštevilski pravokotni trikotnik, v katerem bi par {\displaystyle (d,b)\!\,} dal eno kateto in hipotenuzo manjšega trikotnika, isti par pa bi tvoril tudi kateti večjega trikotnika. Vendar, (kakor je trdil Fibonacci), ker kvadratni kongruum ne more obstajati, ne moreta obstajati dva celoštevilska pravokotna trikotnika, ki si na ta način delita dve stranici. Dejstvo, da dva pravokotna trikotnika, ki si delita dve svoji stranici, ne moreta obstajati, in povezava med tem problemom in problemom kvadratov v aritmetičnem zaporedju, sta Cooper in Poirel opisala kot »dobro znano«.

### Ploščine pravokotnih trikotnikov
Ker so kongrui točno števila, ki so štirikratniki ploščine pitagorejskega trikotnika, in ker se množenje s štiri ne spremeni, če je število kvadrat, je obstoj kvadratnega kongrua enakovredno obstoju pitagorejskega trikotnika s kvadratno ploščino. To različico problema obravnava Fermatov dokaz – pokazal je, da takšen trikotnik ne obstaja. Pri obravnavanju tega problema na Fermata ni vplival Fibonacci ampak izdaja Diofantovega dela, ki jo je objavil Claude Gaspard Bachet de Méziriac. Ta knjiga opisuje različne posebne pravokotne trikotnike, katerih ploščine imajo oblike, povezane s kvadrati, ne obravnava pa ploščine, ki so tudi same kvadrati.
Če se zgornji enačbi za dve pitagorejski trojici preuredita in med seboj pomnožita, nastane ena diofantska enačba:
{\displaystyle b^{4}-d^{4}=(b^{2}-d^{2})(b^{2}+d^{2})=a^{2}c^{2}\!\,,}
ki se lahko poenostavi v:
{\displaystyle b^{4}-d^{4}=e^{2}\!\,.}
Obratno se lahko vsaka rešitev te enačbe faktorizira, da da kvadratni kongruum. (Še posebej kvadrati {\displaystyle (b^{4}-d^{4}-2b^{2}d^{2})^{2}\!\,}, {\displaystyle (b^{4}+d^{4})^{2n}\!\,} in {\displaystyle (b^{4}-d^{4}+2b^{2}d^{2})^{2}\!\,} tvorijo aritmetično zaporedje s kongruom {\displaystyle 4b^{2}d^{2}(b^{4}-d^{4})=(2bde)^{2}\!\,}, ki je tudi sam kvadrat.) Zato je rešljivost te enačbe ekankovredna obstoju kvdratnega kongrua. Vendar, če Fermatov veliki izrek za eksponent {\displaystyle n=4\!\,} ne bi veljal, bi kvadriranje enega od treh števil v kateremkoli protiprimeru tudi dalo tri števila, ki bi rešila to enačbo. zato Fermatov dokaz, da noben pitagorejski trikotnik nima kvadratne ploščine, nakazuje, da ta enačba nima rešitev, in, da ta primer Fermatovega velikega izreka velja.
Druga enakovredna formulacija istega problema vključuje skladna števila, števila, ki so poščine pravokotnih trikotnikov, katerih dolžine stranic so vse racionalna števila. Z množenjem dolžin stranic s skupnim imenovalcem se lahko vsako skladno število prevede v ploščino pitagorejskega trikotnika, od koder izhaja, da so skladna števila ravno števila, tvorjena z množenjem kongrua s kvadratom racionalnega števila. Zato kvadratni kongruum ne obstaja, če in samo če število 1 ni skladno število. Nemogoče je enakovredno, da bi imela kvadrat (geometrijski lik) in pravokotni trikotnik enaki ploščini in med seboj sorazmerne dolžine stranic.

### Eliptična krivulja
Druga enakovredna obika Fermatovega izreka vključuje eliptično krivuljo s točkami s kartezičnimi koordinatami {\displaystyle (x,y)\!\,}, za katere velja enačba:
{\displaystyle y^{2}=x(x+1)(x-1)\!\,.}
Ta enačba ima očitne pare rešitev (0, 0), (1, 0) in (−1, 0). Fermatov izrek je enakovreden izjavi, da so to edine točke na krivulji, za katere sta oba {\displaystyle x\!\,} in {\displaystyle y\!\,} racionalna.

## Fermatov dokaz
V svojem življenju je Fermat izzval več drugih matematikov za dokaz neobstoja pitagorejskega trikotnika s kvadratno ploščino, vendar sam svojega dokaza ni objavil. Napisal pa ga je na svojo kopijo Bashetove izdaje Diofantovega dela, katerega je odkril njegov sin in ga objavil po očetovi smrti.
Fermatov dokaz je dokaz z neskončnim spustom. Pokaže, da se lahko iz vsakega primera pitagorejskega trikotnika s kvadratno ploščino izpelje manjši primer. Ker imajo pitagorejski trikotniki pozitivne celoštevilske ploščine in ne obstaja neskončno padajoče zaporedje pozitivnih celih števil, tudi ne more obstajati pitagorejski trikotnik s kvadratno ploščino.
Podrobneje, naj se predpostavi, da so {\displaystyle x\!\,}, {\displaystyle y\!\,} in {\displaystyle z\!\,} celoštevilske dolžine stranic pravokotnega trikotnika s kvadratno ploščino. Z delitvijo s poljubnimi skupnimi faktorji se lahko predpostavi, da je tak trikotnik primitiven in iz znane oblike vseh primitivnih pitagorejskih trojic se lahko nastavi {\displaystyle x=2pq\!\,}, {\displaystyle y=p^{2}-q^{2}\!\,} in {\displaystyle z=p^{2}+q^{2}\!\,}, s čimer se problem pretvori v iskanje takšnih tujih celih števil {\displaystyle p\!\,} in {\displaystyle q\!\,} (od katerih je eno sodo), da bo {\displaystyle pq(p^{2}-q^{2})\!\,} kvadrat. Štirje linearni faktorji {\displaystyle p\!\,}, {\displaystyle q\!\,}, {\displaystyle p+q\!\,} in {\displaystyle p-q\!\,} so si med seboj tuji in zato morajo sami biti kvadrati. Naj je {\displaystyle p+q=r^{2}\!\,} in {\displaystyle p-q=s^{2}\!\,}. {\displaystyle r\!\,} in {\displaystyle s\!\,} morata oba biti liha, saj je natančno eden od {\displaystyle p\!\,} ali {\displaystyle q\!\,} sod, drugi pa lih. Zaradi tega sta {\displaystyle r-s\!\,} in {\displaystyle r+s\!\,} oba soda, eden od njiju pa je deljiv s 4. Iz teh dveh števil je Fermat izpeljal še dve števili {\displaystyle u=(r-s)/2\!\,} in {\displaystyle v=(r+s)/2\!\,}, od katerih je eno sodo glede na predhodni stavek. Ker je {\displaystyle u^{2}+v^{2}=p\!\,} kvadrat, sta {\displaystyle u\!\,} in {\displaystyle v\!\,} kateti drugega primitivnega pitagorejskega trikotnika, katerega pološčina je enaka {\displaystyle (uv)/2=q/4\!\,}. Ker je {\displaystyle q\!\,} sam kvadrat in, ker je {\displaystyle uv\!\,} sod, je {\displaystyle q/4\!\,} kvadrat. Tako poljubni pitagorejski trikotnik s kvadratno ploščino vodi do manjšega pitagorejskega trikotnika s kvadratno ploščino, kar zaključuje dokaz.